# David Branch (lutador)
David Branch (Bronx, 26 de setembro de 1981) é um lutador estadunidense de artes marciais mistas que atualmente compete no Peso Médio do UFC. Brach é ex-duplo-campeão do Cinturão Peso Médio do WSOF.

## Background
Nascido e criado no Bronx, New York, Branch treinou karate por dois anos e meio antes de se mudar para o Jiu Jitsu Brasileiro. Branch treinou por três anos antes de começar a treinar sob a tutela do veterano do MMA, Renzo Gracie em seu próprio centro de treinamento. Branch conseguiu sua faixa preta após treinar com Gracie por dez anos. Em adicional ao MMA, Branch também competiu (e venceu) título de Jiu Jitsu Brasileiro em competições nacionais.

## Carreira no MMA

### Início da Carreira
Branch se tornou profissional no MMA em 2007 e acumulou um recorde de 3-0 antes de assinar com o Bellator MMA.

### Bellator
Branch então assinou com o Bellator e fez sua estréia promocional no Bellator 11 contra Dennis Olson. Branch saiu vitoriosos por finalização com um mata-leão aos 1:27 do primeiro round.
Branch então competiu na organização UCC e derrotou John Troyer por nocaute técnico aos 4:26 do segundo round.
Branch retornou ao Bellator no Bellator 15 e derrotou Derrick Mehmen por finalização com um mata-leão aos 0:26 do segundo round.

### Ultimate Fighting Championship
Em Maio de 2010, o treinador de Branch Renzo Gracie anunciou que Branch havia assinado um contrato de quatro lutas com o UFC. Branch fez sua estréia no card preliminar do UFC 116 contra Gerald Harris. Branch foi nocauteado com um bate estaca no terceiro round, perdendo pela primeira vez em sua carreira profissional.
Branch era esperado para enfrentar Aaron Simpson em 15 de Setembro de 2010 no UFC Fight Night: Marquardt vs. Palhares, mas Simpson foi forçado a se retirar da luta com uma infecção. Branch então enfrentou Tomasz Drwal. Branch venceu a luta por decisão unânime, conseguindo sua primeira vitória no UFC.
Branch em seguida derrotou Rich Attonito no The Ultimate Fighter: Team GSP vs. Team Koscheck Finale por decisão unânime.
Branch era esperado para enfrentar Dan Miller em 19 de Março de 2011 no UFC 128. No entanto, de acordo com o treinador de Dan, a luta não foi oferecida. Miller acabou enfrentando outro oponente.
Branch em seguida enfrentou Rousimar Palhares em 3 de Março de 2011 no UFC Live: Sanchez vs. Kampmann, substituindo Alexandre Ferreira. Branch foi derrotado por Palhares quando desistiu em uma chave de joelho no começo do segundo round e depois foi demitido da promoção.

### Promoções Independentes
Após sua demissão do UFC Branch aceitou lutar contra Jeremy May no Shark Fights 15: Villaseñor vs Camozzi. Ele venceu a luta por nocaute técnico no terceiro round.
Branch em seguida enfrentou o veterano do Strikeforce Dominique Steele no Pure MMA: The Beginning. Ele venceu a luta por decisão unânime.
Em sua luta seguinte Branch enfrentou o ex-UFC Anthony Johnson no Titan Fighting Championships 22. A luta era para acontecer em 185lbs, mas ambos lutadores pesaram acima do limite e a luta se tornou um peso casado de 195 lb. Ele perdeu por decisão unânime.

### World Series of Fighting
Na luta segunite de Branch ele enfrentou outro ex-veterano do UFC Dustin Jacoby no evento inaugural WSOF 1. Ele venceu por decisão unânime.
Branch em seguida enfrentou a lenda do PRIDE Paulo Filho no WSOF 2. Ele venceu por decisão unânime.
Em 16 de Maio de 2013, o WSOF anunciou um torneio de quatro lutadores para coroar o Campeão Peso Médio Inaugural do WSOF. Branch foi um dos quatro lutadores escolhidos para disputar o torneio. Junto com Branch foi colocado o ex-veterano do UFC Jesse Taylor, o atual Campeão Peso Médio do MFC Elvis Mutapcic, e ex-veterano do UFC Danillo Villefort. Branch enfrentou Danillo Villefort no round de abertura no WSOF 5. Ele venceu a luta por decisão unânime.
Na Final do Torneio, Branch enfrentou Jesse Taylor no WSOF 10 em 21 de Junho de 2014. Ele venceu a luta por finalização com um d'arce choke no primeiro round para se tornar o campeão inaugural do WSOF.
Em sua primeira defesa de título, Branch enfrentou o também veterano do Yushin Okami no WSOF 15 em 24 de Outubro de 2014. Ele venceu por nocaute técnico no quarto round.
Em 5 de Março de 2015, foi anunciado que a semifinal do Torneio pelo Título Meio Pesado do WSOF entre Matt Hamill e Vinny Magalhães havia sido cancelada e então mudou para uma luta entre David Branch e Ronny Markes pela segunda semifinal do Torneio do Título Meio Pesado do WSOF no WSOF 20 em 10 de Abril de 2015. No entanto, no dia da pesagem, Markes foi forçado a se retirar da luta devido a uma desidratação e foi substituído pelo estreante promocional Jesse McElligott. Branch venceu a luta por finalização técnica no segundo round.

## Vida Pessoal
Branch é irmão dos pugilistas profissionais Sechew Powell e Jamelle Hamilton.

## Títulos
- World Series of Fighting
  - Cinturão Peso Médio do WSOF (Uma vez, atual)

## Cartel no MMA
| Cartel no MMA   |             |            |
| 28 lutas        | 22 vitórias | 6 derrotas |
| Por nocaute     | 6           | 2          |
| Por finalização | 7           | 3          |
| Por decisão     | 9           | 1          |
| No contest      | 0           | 0          |

| Res.    | Cartel | Oponente              | Método                                         | Evento                                  | Data       | Round | Tempo | Local                      | Notas                                                                                   |
| ------- | ------ | --------------------- | ---------------------------------------------- | --------------------------------------- | ---------- | ----- | ----- | -------------------------- | --------------------------------------------------------------------------------------- |
| Derrota | 22-7   | Alexander Shlemenko   | Finalização (guilhotina)                       | Russian Cagefighting Championship 7     | 14/12/2019 | 1     | 4:58  | Yekaterinburg              |                                                                                         |
| Derrota | 22-6   | Jack Hermansson       | Finalização (guilhotina)                       | UFC on ESPN: Barboza vs. Gaethje        | 30/03/2019 | 1     | 0:49  | Filadélfia, Pensilvânia    |                                                                                         |
| Derrota | 22-5   | Jared Cannonier       | Nocaute Técnico (socos)                        | UFC 230: Cormier vs. Lewis              | 03/11/2018 | 2     | 0:29  | Nova Iorque, Nova Iorque   |                                                                                         |
| Vitória | 22-4   | Thiago de Lima Santos | Nocaute (socos)                                | UFC Fight Night: Barboza vs. Lee        | 21/04/2018 | 1     | 2:30  | Atlantic City, New Jersey  | Performance da Noite.                                                                   |
| Derrota | 21-4   | Luke Rockhold         | Finalização (socos)                            | UFC Fight Night: Rockhold vs. Branch    | 16/09/2017 | 2     | 4:05  | Pittsburgh, Pennsylvania   |                                                                                         |
| Vitória | 21-3   | Krzysztof Jotko       | Decisão (dividida)                             | UFC: 211: Miocic vs. Dos Santos II      | 13/05/2017 | 3     | 5:00  | Dallas, Texas              | Retornou ao UFC.                                                                        |
| Vitória | 20-3   | Louis Taylor          | Finalização (mata-leão)                        | WSOF 34                                 | 31/12/2016 | 5     | 2:00  | Nova Iorque                | Defendeu o Cinturão Peso Médio do WSOF.                                                 |
| Vitória | 19-3   | Vinny Magalhães       | Decisão (unânime)                              | WSOF 33                                 | 07/10/2016 | 5     | 5:00  | Kansas City, Missouri      | Defendeu o Cinturão Meio Pesado do WSOF.                                                |
| Vitória | 18-3   | Clifford Starks       | Decisão (unânime)                              | WSOF 30                                 | 02/04/2016 | 5     | 5:00  | Las Vegas, Nevada          | Defendeu o Cinturão Peso Médio do WSOF.                                                 |
| Vitória | 17-3   | Teddy Holder          | Finalização (mata leão)                        | WSOF 23                                 | 18/09/2015 | 1     | 2:21  | Phoenix, Arizona           | Venceu o Torneio de Meio Pesados do WSOF; Se tornou campeão em 2 categorias diferentes. |
| Vitória | 16-3   | Jesse McElligott      | Finalização Técnica (estrangulamento von flue) | WSOF 20                                 | 10/04/2015 | 2     | 1:28  | Ledyard, Connecticut       | Semifinal do Torneio de Meio Pesados do WSOF.                                           |
| Vitória | 15-3   | Yushin Okami          | Nocaute Técnico (socos)                        | WSOF 15                                 | 15/11/2014 | 4     | 3:39  | Tampa, Flórida             | Defendeu o Cinturão Peso Médio do WSOF.                                                 |
| Vitória | 14-3   | Jesse Taylor          | Finalização (estrangulamento d'arce)           | WSOF 10                                 | 21/06/2014 | 1     | 1:41  | Las Vegas, Nevada          | Ganhou o Cinturão Peso Médio do WSOF.                                                   |
| Vitória | 13-3   | Danillo Villefort     | Decisão (unânime)                              | WSOF 5                                  | 14/09/2013 | 3     | 5:00  | Atlantic City, Nova Jersey | Semifinal do Torneio de Médios do WSOF.                                                 |
| Vitória | 12-3   | Paulo Filho           | Decisão (unânime)                              | WSOF 2                                  | 23/03/2013 | 3     | 5:00  | Atlantic City, Nova Jersey |                                                                                         |
| Vitória | 11-3   | Dustin Jacoby         | Decisão (unânime)                              | WSOF 1                                  | 03/11/2012 | 3     | 5:00  | Las Vegas, Nevada          |                                                                                         |
| Derrota | 10-3   | Anthony Johnson       | Decisão (unânime)                              | Titan FC 22                             | 25/05/2012 | 3     | 5:00  | Kansas City, Kansas        | Peso Casado 195 lb.                                                                     |
| Vitória | 10-2   | Dominique Steele      | Decisão (unânime)                              | Pure MMA: The Beginning                 | 22/01/2012 | 3     | 5:00  | Plains, Pensilvânia        |                                                                                         |
| Vitória | 9-2    | Jeremy May            | Nocaute Técnico (socos)                        | Shark Fights 15: Villaseñor vs. Camozzi | 27/05/2011 | 3     | 3:19  | Rio Rancho, New Mexico     |                                                                                         |
| Derrota | 8-2    | Rousimar Palhares     | Finalização (chave de joelho)                  | UFC Live: Sanchez vs. Kampmann          | 03/03/2011 | 2     | 1:44  | Louisville, Kentucky       |                                                                                         |
| Vitória | 8-1    | Rich Attonito         | Decisão (unânime)                              | The Ultimate Fighter 12 Finale          | 04/12/2010 | 3     | 5:00  | Las Vegas, Nevada          |                                                                                         |
| Vitória | 7-1    | Tomasz Drwal          | Decisão (unânime)                              | UFC Fight Night: Marquardt vs. Palhares | 15/09/2010 | 3     | 5:00  | Austin, Texas              |                                                                                         |
| Derrota | 6-1    | Gerald Harris         | Nocaute (slam)                                 | UFC 116: Lesnar vs Carwin               | 03/07/2010 | 3     | 2:35  | Las Vegas, Nevada          |                                                                                         |
| Vitória | 6-0    | Derrick Mehmen        | Finalização (mata leão)                        | Bellator 15                             | 22/04/2010 | 2     | 0:26  | Uncasville, Connecticut    | Peso Casado 190 lb.                                                                     |
| Vitória | 5-0    | John Troyer           | Nocaute Técnico (socos)                        | UCC 1: Merciless                        | 19/03/2010 | 2     | 4:26  | Jersey City, Nova Jersey   |                                                                                         |
| Vitória | 4-0    | Dennis Olsen          | Finalização (mata leão)                        | Bellator 11                             | 12/06/2009 | 1     | 2:27  | Uncasville, Connecticut    |                                                                                         |
| Vitória | 3-0    | Robby Huston          | Finalização (mata leão)                        | DCF: Battle at the Nation's Capital     | 13/12/2008 | 2     | 2:41  | Washington, D.C.           |                                                                                         |
| Vitória | 2-0    | Alex Aquino           | Nocaute Técnico (interrupção médica)           | Ring of Combat 19                       | 09/05/2008 | 1     | 3:29  | Atlantic City, Nova Jersey |                                                                                         |
| Vitória | 1-0    | Craig Simone          | Nocaute Técnico (socos)                        | Cage Fights 6                           | 29/09/2007 | 1     | 1:44  | Fort Myers, Flórida        |                                                                                         |